# Jupiter et Callisto (Boucher)
Jupiter et Callisto est une peinture à l'huile sur toile de 98 × 72 cm, réalisée par François Boucher en 1744. Elle est conservée au Musée des Beaux-Arts Pouchkine (salle 22) de Moscou.

## Thème mythologique
Jupiter qui est amoureux de Callisto, prend l'aspect de Diane pour la séduire.
Le tableau représente la relation amoureuse entre la déesse de la chasse et sa nymphe favorite. Cette peinture peut être considérée comme le pendant de l'œuvre Angélique et Médor du même artiste, conservée au Metropolitan Museum of Art de New York.